# Marlboroughstatutten
Marlboroughstatutten (The Statute of Marlborough) er en lovsamling, der blev udgivet i 1267, da Henrik 3. af England var konge.

## Vedtaget i Marlborough
Navnet Marlboroghstatutten er opstået, fordi lovsamlingen blev vedtaget af det engelske parlament på et møde i Marlborough i Wiltshire.
Marlboroghstatutten bestod af 29 kapitler. De fire af kapitlerne er forsat gældende ret i England og Wales. Dermed er disse kapitler landets ældste stadig gældende lovtekst.

## Common law
Magna Carta og Marlboroghstatutten er de grundlæggende love i engelsk ret og i common law.
Magna Carta blev oprindeligt udstedt i 1215 af Johan uden Land, der var far til Henrik 3. 
Magna Carta blev ændret flere gange og fik sin endelige form under Edvard 1. af England i 1297. Edvard 1. var søn af Henrik 3. 